# ملانی لوران
ملانی لوران (به فرانسوی: Mélanie Laurent) (زادهٔ ۲۱ فوریه ۱۹۸۳) بازیگر، کارگردان، فیلم‌نامه‌نویس و خوانندهٔ اهل فرانسه است. لوران یک بازیگر برجسته در صنعت فیلم فرانسه است و دو جایزه سزار و یک جایزه لومیر را کسب کرده‌است. شهرت او بیشتر به خاطر نقش‌هایش در فیلم‌های حرامزاده‌های لعنتی، اکنون مرا می‌بینی، شش زیرزمینی و عملیات نهایی است.

## فیلم‌شناسی
- هرکس را که می‌خواهید ببوسید (۲۰۰۲)
- پایان جهان (۲۰۰۴)
- راپسودی برنج (۲۰۰۴)
- ضربان قلب من متوقف شده‌است (۲۰۰۵)
- نگران نباش، حال من خوب است (۲۰۰۶)
- روزهای افتخار (۲۰۰۶)
- اتاق مرگ (۲۰۰۷)
- عشق پنهان (۲۰۰۷)
- پاریس (۲۰۰۸)
- حرامزاده‌های لعنتی (۲۰۰۹)
- کنسرت (۲۰۰۹)
- بچه‌های پاریس (۲۰۱۰)
- تازه‌کارها (۲۰۱۰)
- قبول شده (۲۰۱۱)
- دشمن (۲۰۱۳)
- قطار شبانه لیسبون (۲۰۱۳)
- اکنون مرا می‌بینی (۲۰۱۳)
- تنفس (کارگردان) (۲۰۱۴)
- اوج (۲۰۱۴)
- بومرنگ (۲۰۱۵)
- کنار دریا (۲۰۱۵)
- ابدیت (۲۰۱۶)
- غوطه‌ور (کارگردان) (۲۰۱۷)
- عملیات نهایی (۲۰۱۸)
- بازگشت قهرمان (۲۰۱۸)
- میا و شیر سفید (۲۰۱۸)
- گالوستون (کارگردان) (۲۰۱۸)
- شش زیرزمین (۲۰۱۹)
- اکسیژن (۲۰۲۱)
- مراسم زن‌های دیوانه (۲۰۲۱)
- راز جنایت ۲ (۲۰۲۳)